# Win-win
Win-win è un'espressione inglese 
(traducibile come vincente-vincente, oppure io vinco-tu vinci) che indica la presenza di soli vincitori in una data situazione. Per estensione si considera win-win una qualsiasi cosa che non scontenti o danneggi alcuno dei soggetti coinvolti.
Nella teoria dei giochi sono quei giochi normalmente cooperativi, ma non necessariamente, con struttura e regole tali per cui non esistono vinti, ma tutti i giocatori vincono.
In economia è una negoziazione alla fine della quale entrambe le parti soddisfano i propri interessi, oppure hanno la percezione di aver raggiunto gli obiettivi inizialmente prefissati.
Nelle negoziazioni sociali e sindacali un esempio potrebbe essere una riforma ideale che non provochi malcontento in nessuna componente coinvolta dalla riforma stessa.